# 武藏浦和站

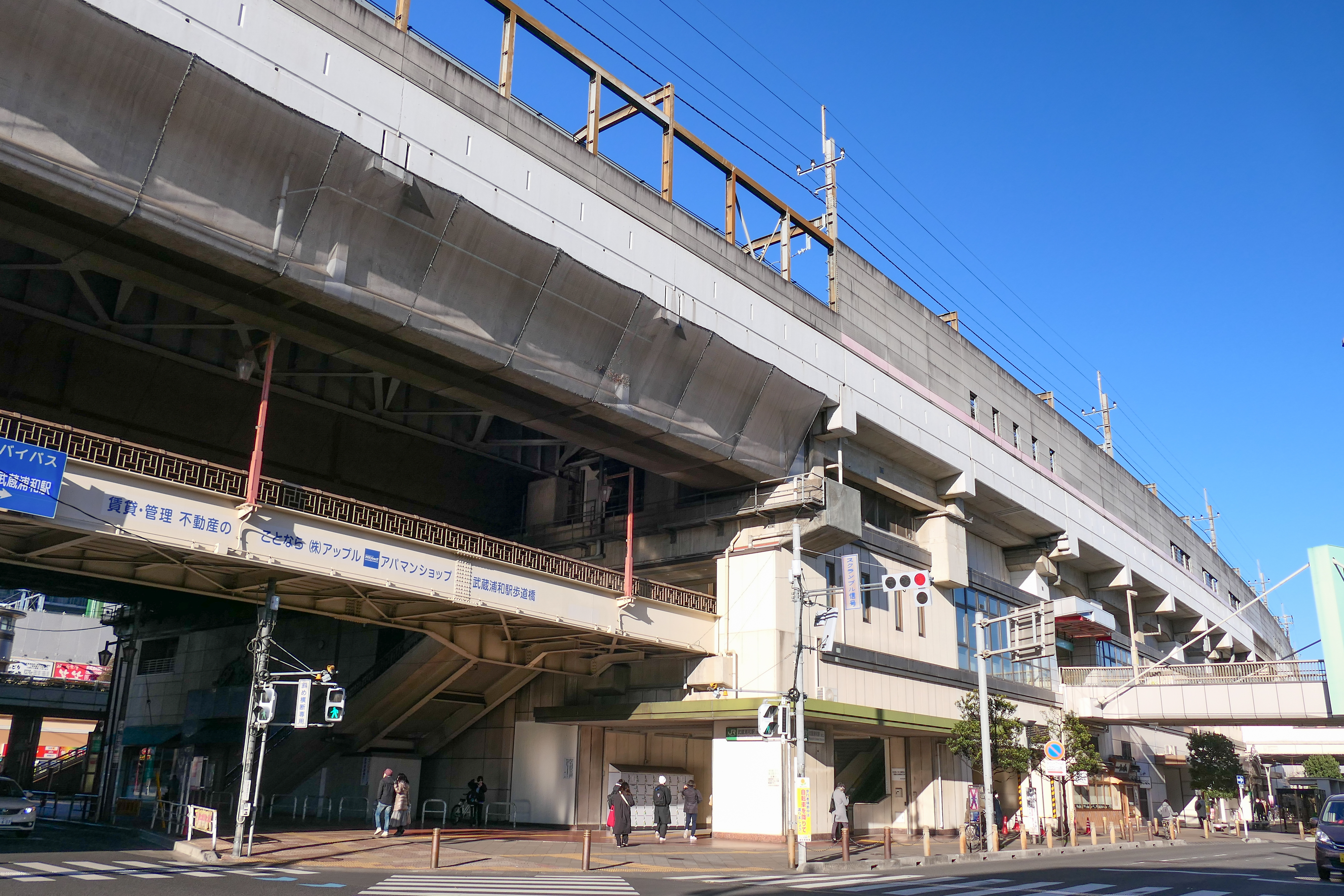
武藏浦和站東口(2023年1月)

武藏浦和站（日语：／ Musashi-urawa eki */?）位於日本埼玉縣埼玉市南區別所七丁目，為東日本旅客鐵道（JR東日本）的鐵路車站。

## 停靠路線
本站於鐵道路線上隸屬於東北本線，為東北本線支線的車站，並同時有武藏野線在此設站停靠。然而在運行系統上，行經東北本線支線的列車並不標註為「東北（本）線」，而是劃為埼京線的一部分。本站在埼京線的車站編號是JA 21，武藏野線是JM 26。
另外，武藏野線於此站西邊向北面大宮方向岔出，通往東北本線的與野站，是為武藏野線西浦和支線。此支線主要供貨物列車使用，但下總號等旅客列車行經此路線。在此站開業以前，該線路分岔處稱作「田島信號場」。

## 車站結構
武藏浦和站為一高架車站，可分為兩個部分。位於東邊、線路為東西走向的是武藏野線的月台，以2面2線側式月台方式興建；地處西邊、線路為南北走向的是埼京線的月台，採2座島式月台4線設計。兩條路線在靠近大宮的一側交匯，其中武藏野線的線路位在下方，埼京線的線路居上。東北新幹線平行於埼京線西側興建，但並未在此處設站。
本站只有一個檢票口，且包含出入口在內的所有主要設施（如綠窗口、自動售票機、特定車票售賣機等）均設於埼京線月台下方的站房內；武藏野線的月台則需由高架聯絡通道前往，本身並無設置出入口。聯絡通道亦與來往武藏野線兩側月台的通路連接，可經過線路下方抵達北側的武藏野線1號月台。

### 月台配置
| 月台 | 路線     | 方向 | 目的地                                    | 備註                        |
| ---- | -------- | ---- | ----------------------------------------- | --------------------------- |
| 1    | 武藏野線 | 下行 | 南浦和、新松戶、西船橋方向                |                             |
| 2    | 武藏野線 | 上行 | 西國分寺、府中本町方向 ■ 下總號列車往大宮 |                             |
| 3、4 | 埼京線   | 上行 | 池袋、新宿、大崎、臨海線方向              | 此站部分始發、抵達於5號月台 |
| 5、6 | 埼京線   | 下行 | 大宮、川越方向                            |                             |

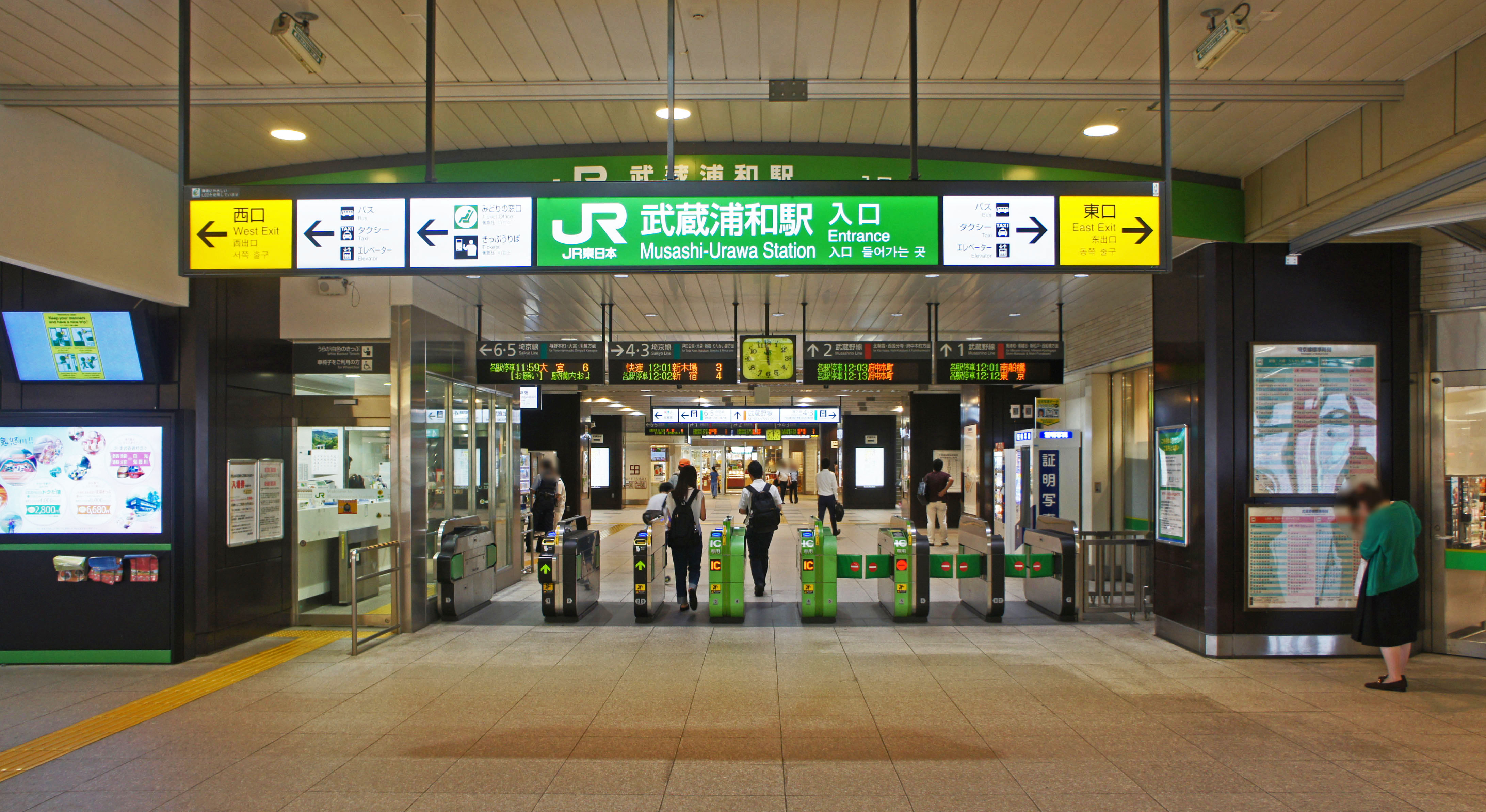
檢票口（2019年9月）
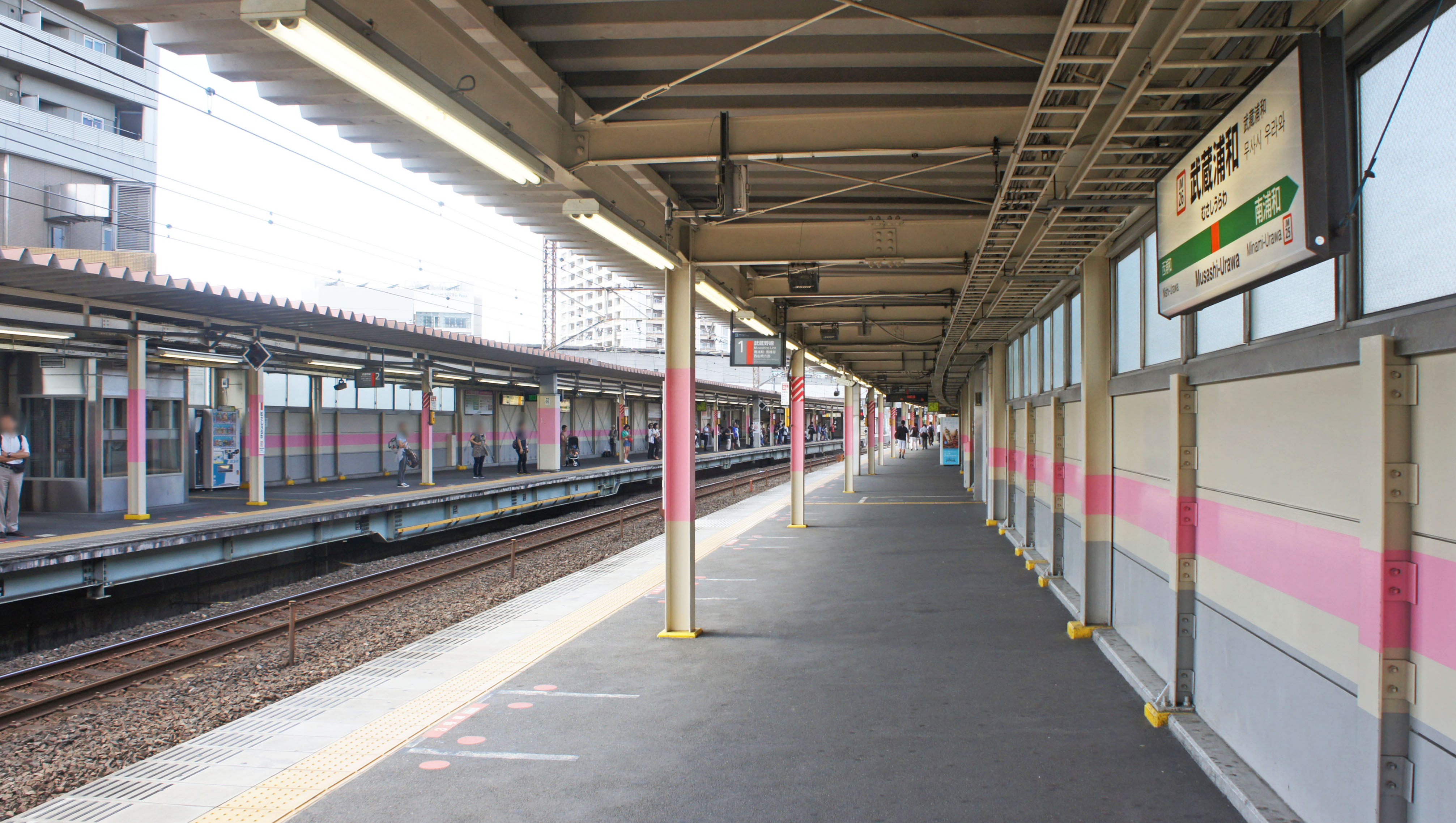
1、2號月台（武藏野線）（2019年9月）
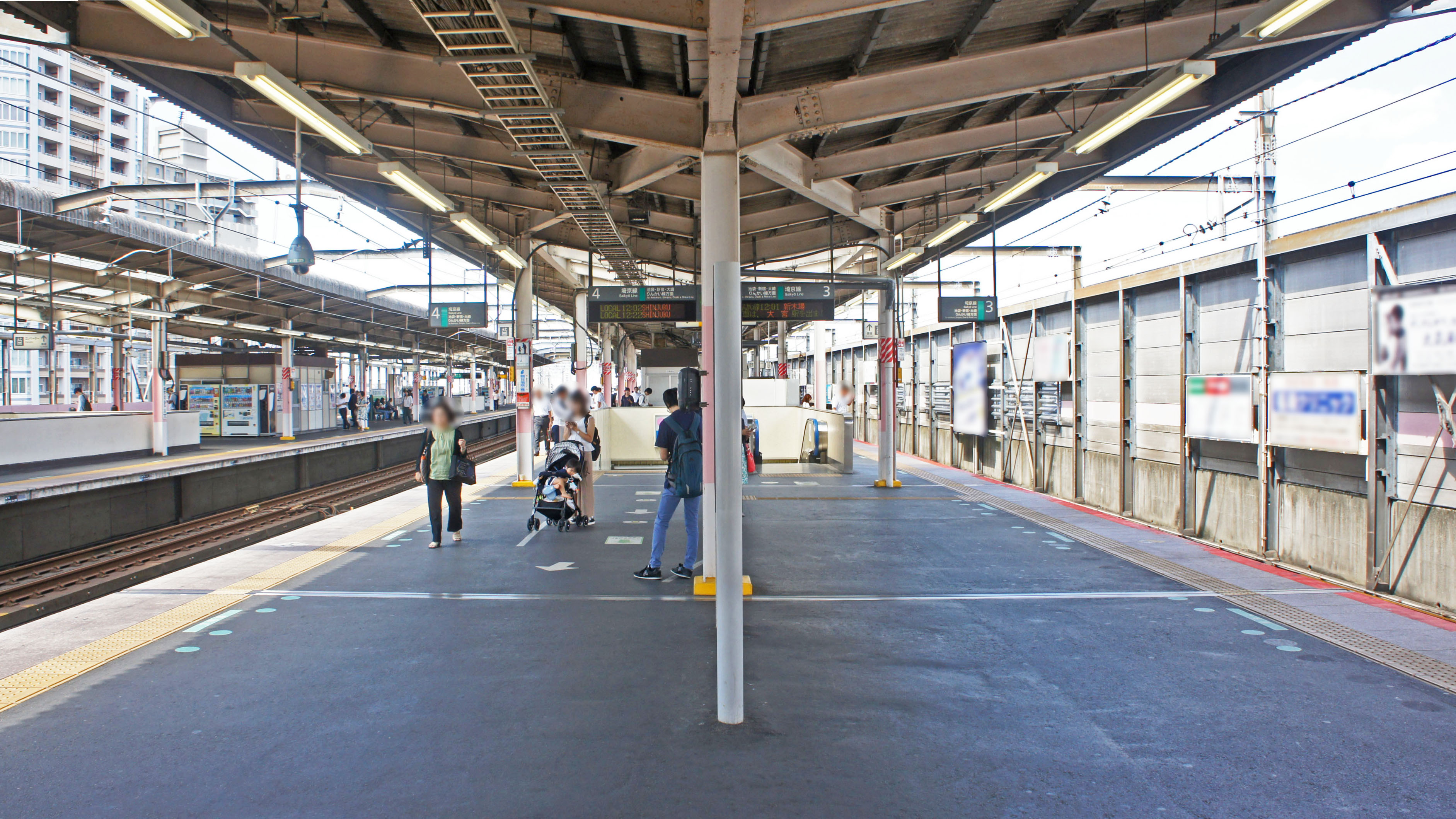
3、4號月台（埼京線）（2019年9月）
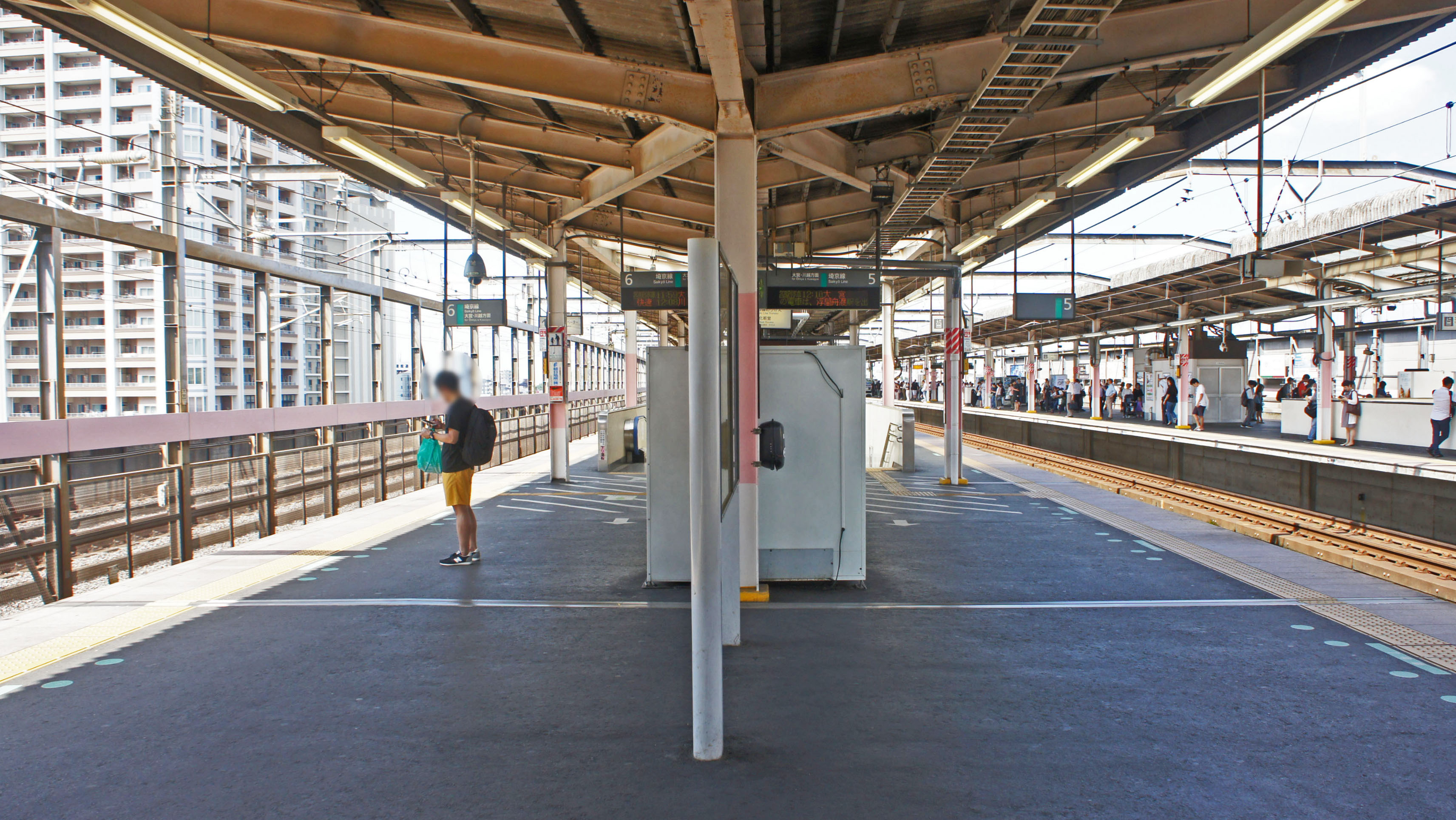
5、6號月台（埼京線）（2019年9月）

### 車站顏色
埼京線於1985年開業時於各站設有車站顏色，此站的顏色為櫻色。其後武藏野線在引入車站顏色時，於此站採用了與埼京線月台相同的顏色。

### 站內店鋪
- 儂特利（Lotteria）（漢堡速食店）
- （飯糰）
- （迴轉壽司）
- （蕎麥麵）
- Book Express（書店）
- 彩票售賣點

## 使用情況
本站於2019年（令和元年）度的1日平均上車人次為53,992人，於JR東日本轄內排行第93名，在埼京線內（大崎－大宮之間）20個車站當中排行第8位，武藏野線內26個車站當中排行第5位；且為埼京線在赤羽－大宮之間唯一會停靠通勤快速列車的車站。
另外，2010年度埼京線-武藏野線之間1日平均轉乘人次為91,971人。
開業以後的各年度的1日平均上車人次如下：
| 年度               | 1日平均 上車人次 | 來源     |
| ------------------ | ---------------- | -------- |
| 1985年（昭和60年） | 7,446            |          |
| 1986年（昭和61年） | 11,269           |          |
| 1987年（昭和62年） | 14,913           |          |
| 1988年（昭和63年） | 18,174           |          |
| 1989年（平成元年） | 20,269           |          |
| 1990年（平成02年） | 22,294           |          |
| 1991年（平成03年） | 23,950           |          |
| 1992年（平成04年） | 25,515           |          |
| 1993年（平成05年） | 26,392           |          |
| 1994年（平成06年） | 27,194           |          |
| 1995年（平成07年） | 28,018           |          |
| 1996年（平成08年） | 29,187           |          |
| 1997年（平成09年） | 29,482           |          |
| 1998年（平成10年） | 31,017           |          |
| 1999年（平成11年） | 31,510           | [ * 1 ]  |
| 2000年（平成12年） | 32,280           | [ * 2 ]  |
| 2001年（平成13年） | 34,307           | [ * 3 ]  |
| 2002年（平成14年） | 36,431           | [ * 4 ]  |
| 2003年（平成15年） | 37,994           | [ * 5 ]  |
| 2004年（平成16年） | 38,958           | [ * 6 ]  |
| 2005年（平成17年） | 39,847           | [ * 7 ]  |
| 2006年（平成18年） | 41,318           | [ * 8 ]  |
| 2007年（平成19年） | 42,919           | [ * 9 ]  |
| 2008年（平成20年） | 44,115           | [ * 10 ] |
| 2009年（平成21年） | 45,327           | [ * 11 ] |
| 2010年（平成22年） | 45,978           | [ * 12 ] |
| 2011年（平成23年） | 46,290           | [ * 13 ] |
| 2012年（平成24年） | 47,236           | [ * 14 ] |
| 2013年（平成25年） | 48,610           | [ * 15 ] |
| 2014年（平成26年） | 48,588           | [ * 16 ] |
| 2015年（平成27年） | 50,407           | [ * 17 ] |
| 2016年（平成28年） | 51,849           | [ * 18 ] |
| 2017年（平成29年） | 53,533           | [ * 19 ] |
| 2018年（平成30年） | 53,963           | [ * 20 ] |
| 2019年（令和元年） | 53,992           |          |

備考
1. ↑  1985年9月30日開業。開業日起至翌年3月31日為止183日間集計資料。

## 車站附近
本站地處埼玉市副都心區域，目前正進行都市更新規劃。
- 車站大樓
  - 瑞穗銀行武藏浦和分行
- 車站大樓
- （自東口步行1分鐘即達）
- NALIA（ナリア）
- 武藏浦和味的散步道
  - 吉野家
  - なか卯
  - 若菜
  - 煉
  - Caffe Trattoria Azzurri
  - 摩斯漢堡
- Muse City（自東口步行4分鐘即達）
- 埼玉市南區政府辦公室（自東口步行4分鐘即達）
- 埼玉中央郵局（日语：さいたま中央郵便局）（自東口步行5分鐘即達）
  - 日本郵便埼玉分店
  - 郵儲銀行埼玉分行
- （自西口步行1分鐘即達）
  - 埼玉Resona銀行武藏浦和分行
  - 羅森便利店
  - Freshness Burger
  - Softbank專賣店
- 國道17號

## 巴士路線

### 區內路線
所有路線均由國際興業巴士營運。
- 站前圓環總站（1）
  - 南浦08：往田島團地
  - 武浦02（自本站開出）：往松本（循環線）
  - 武浦02-2（自本站開出）：往松本三丁目
  - 南區01（埼玉市社區巴士，自本站開出）：經南浦和站西口、二十三夜往明花
- 站前圓環總站（2）
  - 南浦06、武浦01（自本站開出）：經美女木往下笹目
  - 浦81、武浦80（自本站開出）：經美女木往戶田車庫
- 高架軌道下總站（往國道17號方向）
  - 南浦06、南浦80：經白幡坂上往南浦和站西口
  - 南浦08：經辻五反田往南浦和站西口
  - 浦81：往浦和站西口
- 高架軌道下總站（往國道17號繞道方向）
  - 南浦08：往田島團地
  - 南浦06・武浦01：經美女木往下笹目
  - 浦81・武浦80：經美女木往戶田車庫
  - 武浦02：往松本（循環線）
  - 武浦02-2：往松本三丁目
  - 南區01（埼玉市社區巴士）：經南浦和站西口、二十三夜往明花
  - 武浦01（往下笹目）、武浦80（往戶田車庫）和南浦08（往田島團地）在深夜依然維持服務。

### 長距離路線
- Million Liner（板橋、埼玉市－仙台，由日本中央巴士營運）

## 沿革
- 1985年（昭和60年）9月30日：和埼京線一同開業，為日本國鐵旗下的車站。
- 1987年（昭和62年）4月1日：國鐵分割民營化，車站由JR東日本接手經營。
- 2001年（平成13年）11月18日：交通卡Suica正式投入服務。

## 相鄰車站
東日本旅客鐵道
 埼京線
■通勤快速
赤羽（JA 15）－武藏浦和（JA 21）－大宮（JA 26）
■快速
戶田公園（JA 18）－武藏浦和（JA 21）－與野本町（JA 24）
■各站停車
北戶田（JA 20）－武藏浦和（JA 21）－中浦和（JA 22）
 武藏野線
■各站停車
南浦和（JM 25）－武藏浦和（JM 26）－西浦和（JM 27）
■下總號
南浦和（JM 25）－武藏浦和（JM 26）－大宮（JS 24）

### 使用情況
1. ↑  埼玉県統計年鑑 （页面存档备份，存于） - 埼玉県
2. ↑  さいたま市統計書 （页面存档备份，存于） - さいたま市
3. ↑  . www.city.saitama.jp.   [2020-05-20]. （原始内容存档于2020-07-27）.

JR東日本2000年度以後上車人次
1. ↑  各駅の乗車人員（2000年度） （页面存档备份，存于） - JR東日本
2. ↑  各駅の乗車人員（2001年度） （页面存档备份，存于） - JR東日本
3. ↑  各駅の乗車人員（2002年度） （页面存档备份，存于） - JR東日本
4. ↑  各駅の乗車人員（2003年度） （页面存档备份，存于） - JR東日本
5. ↑  各駅の乗車人員（2004年度） （页面存档备份，存于） - JR東日本
6. ↑  各駅の乗車人員（2005年度） （页面存档备份，存于） - JR東日本
7. ↑  各駅の乗車人員（2006年度） （页面存档备份，存于） - JR東日本
8. ↑  各駅の乗車人員（2007年度） （页面存档备份，存于） - JR東日本
9. ↑  各駅の乗車人員（2008年度） （页面存档备份，存于） - JR東日本
10. ↑  各駅の乗車人員（2009年度） （页面存档备份，存于） - JR東日本
11. ↑  各駅の乗車人員（2010年度） （页面存档备份，存于） - JR東日本
12. ↑  各駅の乗車人員（2011年度） （页面存档备份，存于） - JR東日本
13. ↑  各駅の乗車人員（2012年度） （页面存档备份，存于） - JR東日本
14. ↑  各駅の乗車人員（2013年度） （页面存档备份，存于） - JR東日本
15. ↑  各駅の乗車人員（2014年度） （页面存档备份，存于） - JR東日本
16. ↑  各駅の乗車人員（2015年度） （页面存档备份，存于） - JR東日本
17. ↑  各駅の乗車人員（2016年度） （页面存档备份，存于） - JR東日本
18. ↑  各駅の乗車人員（2017年度） （页面存档备份，存于） - JR東日本
19. ↑  各駅の乗車人員（2018年度） （页面存档备份，存于） - JR東日本
20. ↑  各駅の乗車人員（2019年度） （页面存档备份，存于） - JR東日本

埼玉縣統計年鑑
1. ↑  .   [2020-07-27]. （原始内容存档于2020-02-02）.
2. ↑  .   [2020-07-27]. （原始内容存档于2020-02-02）.
3. ↑  .   [2020-07-27]. （原始内容存档于2020-02-02）.
4. ↑  .   [2020-07-27]. （原始内容存档于2020-02-02）.
5. ↑  .   [2020-07-27]. （原始内容存档于2020-02-02）.
6. ↑  .   [2020-07-27]. （原始内容存档于2020-02-02）.
7. ↑  .   [2020-07-27]. （原始内容存档于2020-02-02）.
8. ↑  .   [2020-07-27]. （原始内容存档于2020-02-02）.
9. ↑  .   [2020-07-27]. （原始内容存档于2020-02-02）.
10. ↑  .   [2020-07-27]. （原始内容存档于2020-02-02）.
11. ↑  .   [2020-07-27]. （原始内容存档于2020-02-02）.
12. ↑  .   [2020-07-27]. （原始内容存档于2020-02-02）.
13. ↑  .   [2020-07-27]. （原始内容存档于2020-02-02）.
14. ↑  .   [2020-07-27]. （原始内容存档于2020-02-02）.
15. ↑  .   [2020-07-27]. （原始内容存档于2020-02-02）.
16. ↑  .   [2020-07-27]. （原始内容存档于2020-02-02）.
17. ↑  .   [2020-07-27]. （原始内容存档于2020-02-02）.
18. ↑  .   [2020-07-27]. （原始内容存档于2020-02-02）.
19. ↑  .   [2020-07-27]. （原始内容存档于2020-02-02）.
20. ↑  .   [2020-07-27]. （原始内容存档于2020-03-18）.

## 延伸閱讀
- 三好好三; 垣本泰宏. . JTBパブリッシング. 2010-02-01.

## 外部連結
- 車站資訊（武藏浦和）：東日本旅客鐵道

35°50′45.6″N 139°38′52.8″E / 35.846000°N 139.648000°E